# Michael Klein
Michael Klein, cunoscut și ca Mischa Klein sau Mișa Klein, (n. 10 octombrie 1959, Amnaș, Județul Sibiu, Republica Populară Română – d. 2 februarie 1993, Krefeld, Renania de Nord-Westfalia, Germania) a fost un fotbalist român de etnie germană (mai precis sas transilvan). A jucat la echipele de club Corvinul Hunedoara, Dinamo București și KFC Uerdingen 05. În septembrie 1981 a debutat în echipa națională a României, pentru care a jucat în 90 de partide și a marcat 5 goluri. Ultima dată a jucat în echipa națională a României în noiembrie 1991.
După cum ne relatează și Eugen Evu, un binecunoscut scriitor și poet al Hunedoarei, într-adevăr Michael Klein a fost cel mai bun căpitan al Corvinului și apoi al Naționalei. A avut un contract rar pe acea vreme, în Germania occidentală, el fiind român-german, însă desigur meritul lui fiind marele talent, calitățile lui. Eforturile uriașe din teren l-au costat un infarct și moartea la o vârstă în plină vigoare. A murit în teren, aidoma unui toreador în arenă! Zeul fotbal și-a smuls sacrificiul? Regăsim aici mecanismul mitologic popular… Așa, în felul ei enigmatic, viața a pecetluit un mare simbol, și așa Michael Klein – peiorativ zicând, revine în viața unei cetăți în care într-adevăr, furnalele au fost stinse, însă Flacăra nu.
Stadionul echipei Corvinul Hunedoara poartă astăzi în memoria lui Michael Klein numele său, iar în centrul orașului este un bust de comemorare din bronz.

## Legături externe
Materiale media legate de Michael Klein la Wikimedia Commons
- Michael Klein la RomanianSoccer.ro
- de Michael Klein la fussballdaten.de